# Kieran Hardy
Pour les articles homonymes, voir Hardy.
Pas d'image ? Cliquez ici

a Compétitions nationales et continentales officielles uniquement.

b Matchs officiels uniquement.
Dernière mise à jour le 20 décembre 2024.
Kieran Hardy, né le 30 novembre 1995 à Carmarthen (pays de Galles), est un joueur international gallois de rugby à XV qui évolue au poste de demi de mêlée pour les Ospreys en United Rugby Championship.

## Biographie

### Jeunesse et formation
Kieran Hardy naît le 30 novembre 1995 à Carmarthen au pays de Galles. Il commence la pratique du rugby à XV dès l'âge de cinq ans au sein du Pontyberem RFC où son père évolue. Il reste dans ce club jusqu'à l'âge de cinq ans.
Par la suite, il joue pour le club de sa ville natale, le Carmarthen Quins RFC (en), avec qui il fait ses débuts avec l'équipe senior en 2013,. En parallèle, il s'entraîne avec la province des Scarlets sans avoir de contrat jusqu'en 2014 où il lui est proposé de rejoindre l'Academy (centre de formation) de la province.
Durant sa jeunesse, il est sélectionné avec les équipes du pays de Galles des moins de 16 ans et 18 ans,. Ensuite, en 2015, il participe au Tournoi des Six Nations des moins de 20 ans et au Championnat du monde junior avec la sélection des moins de 20 ans,.

### Début de carrière poussif aux Scarlets, départ bénéfique aux Jersey Reds et retour prometteur chez les Scarlets (2014-2020)
Kieran Hardy fait ses débuts avec les Scarlets lors de la saison 2014-2015 en Coupe anglo-galloise contre les Northampton Saints. Puis, il joue la British and Irish Cup la saison suivante, mais il n'est pas retenu pour les compétitions européennes et de championnat. Parallèlement aux Scarlets, il continue de jouer avec les Carmarthen Quins jusqu'en 2016, lorsqu'il n'est pas retenu par la province galloise.
En 2016, il fait le choix de rejoindre les Jersey Reds, évoluant en RFU Championship, à partir de la saison 2016-2017 pour gagner en temps de jeu. Durant ses années à Jersey, il évolue notamment avec Callum Sheedy et Will Rowlands, ses futurs coéquipiers en sélection nationale. Il dispute la finale de la British and Irish Cup en 2017.
Après deux saisons disputées aux Jersey Reds, où il a engrangé de l'expérience et beaucoup de temps de jeu (cinquante-cinq rencontres jouées), il fait son retour aux Scarlets à partir de la saison 2018-2019. Il devient un joueur de rotation de l'effectif alternant avec Sam Hidalgo-Clyne jusqu'au départ de ce dernier aux Harlequins en cours de saison,, mais derrière Gareth Davies le titulaire. Hardy est aligné lors de dix-huit rencontres, toutes compétitions confondues, sur la feuille de match pour huit titularisations et sept essais inscrits. Pour sa première saison de retour au pays de Galles, il est élu "Révélation de la saison" de son équipe.
La saison suivante, il est un joueur important des Scarlets, participant à vingt-et-une rencontres, dont treize titularisations, pour huit essais inscrits. De plus, il signe un nouveau contrat à la fin de cette saison.

### International avec le pays de Galles et joueur des Scarlets (2020-2024)
En octobre 2020, Kieran Hardy est sélectionné pour la première fois par Wayne Pivac, le sélectionneur de l'équipe du pays de Galles et son ancien entraîneur chez les Scarlets, pour participer à la Coupe d'automne des nations, à la suite de la blessure de Tomos Williams. Il est titularisé pour son premier match contre l'équipe de Géorgie. Deux semaines après, il est de nouveau titularisé contre l'Italie et inscrit son premier essai international. Par la suite, il est sélectionné pour le Tournoi des Six Nations 2021. Il découvre cette compétition lors de la deuxième journée contre l'Écosse où il débute sur le banc, puis remplace Gareth Davies à l'heure de jeu et connaît sa première victoire dans le Tournoi 25 à 24. La journée suivante, il est titularisé dans cette compétition pour la première fois et inscrit par ailleurs son premier essai dans le Tournoi, lors d'une large victoire bonifiée 40 à 24 contre l'Angleterre. Il ne dispute pas d'autres rencontres lors de cette édition après une blessure, mais il remporte le Tournoi. La même année, il prend part à la tournée d'été en Amérique contre le Canada,, puis l'Argentine,.
Quelques mois plus tard, il prend part à la tournée d'automne où il dispute une rencontre contre les Fidji, match dans lequel il inscrit un essai. Début 2022, il est convoqué pour participer au Tournoi des Six Nations. Il ne prend part qu'aux trois dernières journées, en tant que remplaçant même s'il dispute 70 minutes contre la France à la suite de la commotion précoce de Tomos Williams, trois rencontres se soldant par trois défaites, dont l'une historique conte l'Italie qui n'avait plus remportée de match dans le Tournoi depuis 2015. Le pays de Galles termine à la cinquième place avec seulement une victoire. Par la suite, Kieran Hardy est retenu pour participer à la tournée d'été en Afrique du Sud, il est titulaire lors des trois rencontres contre les Springboks. Lors du deuxième test, il est donc le demi de mêlée titulaire de la première victoire galloise sur le sol sud-africain. Néanmoins, les Gallois perdent les deux autres rencontres.
Il est de nouveau retenu par le XV du Poireau pour la tournée automnale, prenant part à trois rencontres où il retrouve une place sur le banc. En janvier 2023, à la suite de l'éviction de Wayne Pivac de son poste de sélectionneur, il a toujours les faveurs du nouveau sélectionneur, Warren Gatland, qui le convoque pour le Tournoi des Six Nations 2023 avec Tomos Williams et Rhys Webb faisant son retour. Lors des deux premières journées, il est barré par ces deux derniers qui lui sont préférés. Toutefois, il est nommé sur le banc à l'occasion de la troisième journée contre l'Angleterre. Après cette rencontre perdue 20 à 10 à domicile, il ne joue pas d'autres rencontres de la compétition et son équipe termine à une décevante cinquième place. En mai suivant, il est convoqué dans la pré-liste pour préparer la Coupe du monde 2023.
Finalement, en août, il ne fait pas partie du groupe final amené à disputer la compétition. Cependant, après le forfait de Taulupe Faletau à l'issue de la phase de poules, il est sélectionné pour compléter le groupe gallois, bien que les deux joueurs n'évoluent pas au même poste, car les Gallois ne comptent que deux demi de mêlée dans leur effectif. Il n'est pas retenu sur la feuille de match du quart de finale où son équipe s'incline et est éliminée de la compétition.
Quelques jours après cette élimination, il est de nouveau retenu dans le groupe gallois pour affronter les Barbarians lors d'une rencontre non-officielle prévue début novembre suivant. Durant cette rencontre, il est remplaçant et contribue à la victoire 49 à 26 de son équipe en inscrivant un doublé en fin de rencontre. En janvier 2024, il est sélectionné pour le Tournoi des Six Nations. Pendant la compétition, il dispute trois rencontres en tant que remplaçant. Sa sélection termine la compétition à la dernière place sans avoir remporté un match et récolte la cuillère de bois. Avec les Scarlets, il est cantonné à un rôle de remplaçant, n'étant titulaire qu'à six reprises sur les seize matchs qu'il dispute durant la saison. Durant l'été 2024, il est sélectionné pour la tournée en Australie.

### Départ aux Ospreys (depuis 2024)
À partir de la saison 2024-2025, Kieran Hardy quitte les Scarlets pour une autre équipe galloise : les Ospreys. Il s'y engage alors qu'il est notamment convoité par le Montpellier HR et des clubs anglais. Il est alors en concurrence avec son cousin Luke Davies (en), et Reuben Morgan-Williams (en). Durant l'automne, n'étant tout d'abord pas retenu par le pays de Galles, il est finalement convoqué à la suite du forfait de Tomos Williams mais ne dispute pas de match. Par la suite, avec les Ospreys, il se retrouve principalement en concurrence avec Reuben Morgan-Williams et les deux joueurs réalisent de bonnes performances au fil de la saison. Au total, il dispute vingt rencontres, onze comme titulaire, et inscrit huit essais. Durant l'été suivant, il est sélectionné pour la tournée du pays de Galles au Japon. Titulaire lors des deux rencontres, il se montre décisif lors du deuxième test en signant un doublé contribuant à la victoire 31 à 22 de son équipe, mettant fin à une série de dix-huit défaites consécutives pour le pays de Galles.

## Statistiques en équipe nationale
Kieran Hardy compte 25 sélections dont 11 en tant que titulaire avec le pays de Galles, depuis sa première sélection le 21 novembre 2020 face à la Géorgie. Il inscrit 30 points, six essais.
Il participe à quatre éditions du Tournoi des Six Nations en 2021, 2022, 2023 et 2024. Il dispute 9 rencontres, 1 en tant que titulaire, et inscrit deux essais.
| Numéro | Date             | Lieu                            | Adversaire | Compétition                  | Résultat | Score |
| ------ | ---------------- | ------------------------------- | ---------- | ---------------------------- | -------- | ----- |
| 1      | 5 décembre 2020  | Parc y Scarlets, Llanelli       | Italie     | Coupe d'automne des nations  | Victoire | 38-18 |
| 2      | 27 février 2021  | Millennium Stadium, Cardiff     | Angleterre | Tournoi des Six Nations 2021 | Victoire | 40-24 |
| 3      | 14 novembre 2021 | Millennium Stadium, Cardiff     | Fidji      | Test match                   | Victoire | 38-23 |
| 4      | 26 février 2022  | Stade de Twickenham, Twickenham | Angleterre | Tournoi des Six Nations 2022 | Défaite  | 23-19 |
| 5 et 6 | 12 juillet 2025  | Stade du parc Misaki, Kobe      | Japon      | Test match                   | Victoire | 22-31 |

## Palmarès

### En club
- Finaliste de la British and Irish Cup en 2017 avec les Jersey Reds.

### En équipe nationale
- Vainqueur du Tournoi des Six Nations en 2021 avec le pays de Galles.